# 兼平堤

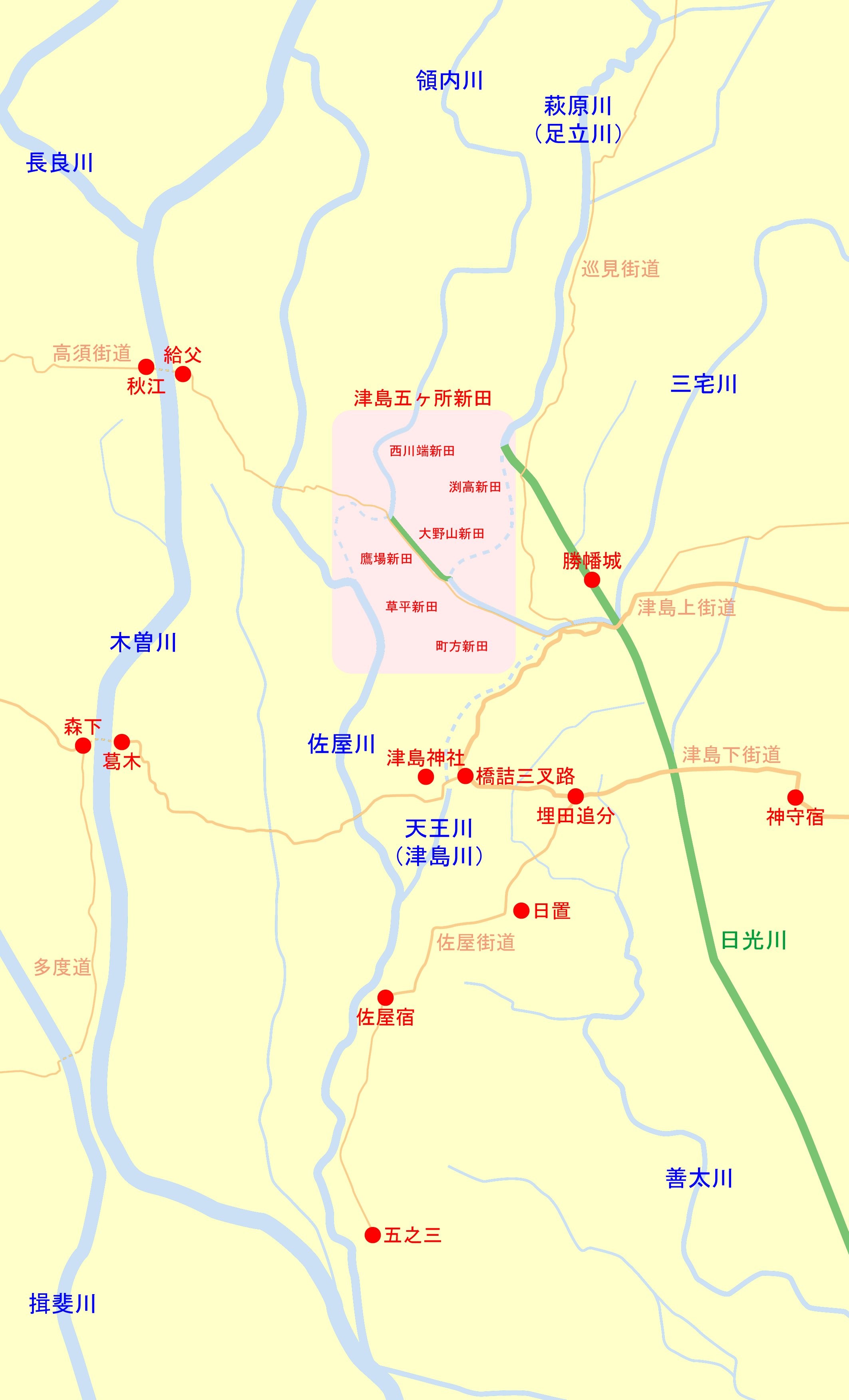
江戸時代末ごろの天王川周辺の位置関係図。破線は江戸時代初期ごろの旧河道、緑線・緑字は開削・付替後の新河道。橙線・橙字は主要街道、赤字は主要な地名など。兼平堤は三宅川・天王川沿いの津島上街道が相当。

兼平堤（かねひらつつみ）は、現在の愛知県愛西市・津島市にかつて存在した天王川左岸に築かれた堤防。

## 概要
江戸時代初期までは日光川は存在せず、津島の北側で二之枝川（三宅川）と三之枝川（萩原川）が合流して天王川として流れたが、現在の愛西市小津町から津島市兼平町にかけて三宅川・天王川の左岸に存在していた堤防が兼平堤である。
二之枝川は古くは現在の愛西市小津町付近から南に流れて善太川筋で伊勢湾に至っていたが、兼平堤の建造によって三之枝川に合流する形に改修される。この善太川に至る流路は「古日光川」とも呼ばれるが、兼平堤によって締め切られた古日光川の河道跡は水田として開発され、現在も付近には「埋田町」「古川町」などの川に関連した地名が残る。交易圏が拡大した津島は尾張国では清須に次ぐ発展を遂げ、兼平堤は清須と津島を結ぶ街道として利用されるようになる。
兼平堤については、誰によって具体的にいつごろ建造されたかなど未だ研究されていない部分が多い。ある研究では建造時期について、織田弾正忠家が勝幡城を築いて津島を支配下とする以前と考え、庄内川の「武衛堤」や乙川の「六名堤」と同時期である室町時代の1400年ごろに室町幕府によって建造されたのではないかと推測されている。名称については、一説には1403年（応永10年）に津島牛頭天王社（津島神社）の鐘を現在の津島市兼平町付近で造ったことに由来するとも伝えられる。
江戸時代に入ると名古屋と津島を結ぶ津島街道（津島上街道）あるいは「巡見街道」の一部として利用されるが、天王川および佐屋川では河床上昇に伴う水害増加により日光川が開削されるなど大規模な改修が行われ、1785年（天明5年）に天王川が築留められると兼平堤は堤防としての役割を終える。堤防北側の旧河川敷は埋め立てられ宅地化されているものの、愛西市内の兼平堤沿いには小津町古堤・諏訪町古堤新田・根高町古堤己新田・見越町古堤起といった「古堤」の付いた4つの細長い字が残る。